# Teline maderensis
O Piorno (Teline maderensis)  é uma planta do género Teline, da família Fabaceae, espécie endémica da ilha da Madeira e Canárias com a denominação: Teline maderensis Webb & Berth.
Apresenta-se como um arbusto ou pequena árvore de até 6 metros de altura, perenifólio, esbranquiçado a castanho-viloso, apresenta folhas trifoliadas com folíolos obovados a oblanceolados ou elípticos, de 5 a 25 milímetros, verde-acinzentados.
As flores desta planta apresentam-se com corola amarela, de 9 a 16 milímetros, dispostas em número de 3 a 20, em inflorescências racemosas terminais.
A floração desta planta ocorre entre Abril e Outubro.
Trata-se de uma espécie endémica da ilha da Madeira, que ocorre nas comunidades de substituição da floresta da Laurissilva do Til.